# 卡拉什尼科夫槍族

卡拉什尼科夫集團為AK槍族設計的標誌

卡拉什尼科夫槍族（俄語：Автоматы Калашникова，羅馬化：Avtomaty Kalashnikova，簡稱AK槍族）是自米哈伊尔·卡拉什尼科夫研發之AK-47突擊步槍所衍生出的槍械系列。其大部份型號最初由卡拉什尼科夫集團（原名伊茲馬什兵工廠）所開發設計，其後傳至其他華沙條約及東方集團國家並為其所大量仿製；由於原型AK-47的響亮名聲，更甚至有非東方集團、親西方的國家仿效其設計推出自製產品，如以色列的加利爾突擊步槍及印度的英薩斯突擊步槍。
AK槍族成員是當今世上使用最廣泛的槍械，目前世上估算有約七千二百萬支AK系列槍械流通。